# Бидаи
Бидаи (на английски: Bidai) е северноамериканско индианско племе, част от групата атакапа, което първоначално живее между реките Бразос и Нечес Ривър, главно по Бидаис крийк в югоизточен Тексас. Бидаи са предимно ловци-събирачи и земеделци. За разлика обаче от останалите племена атакапа, те използват за жилища палатки от кожи и не практикуват ритуален канибализъм. Имат развито производство на керамика и кошници, но като идват европейците бързо преминават към използването на метални съдове и инструменти.
За първи път бидаи се споменават през 1691 г. от испански изследователи, които казват, че живеят близо до хасинаи. През 1718 г. и 1720 г. французите ги описват като земеделци, живеещи в три села. В периода между 1776 – 1777 г. преживяват две тежки епидемии. Тези, които оцеляват се присъединяват към някое от съседните племена като акокиса и коасати. Някои отиват при кадо в резервата на река Бразос и по-късно заедно с тях се преместват в Оклахома. Малцината, които остават в родината си се събират в едно малко село близо до Монтгомъри – Тексас, където през следващите години се препитават със земеделие и като наемни работници по фермите. Постепенно се смесват с останалото население на района и изчезват като племе.